# Grønlands Naturinstitut
Grønlands Naturinstitut (grønlandsk: Pinngortitaleriffik) er Grønlands Selvstyres center for naturforskning og er beliggende i Nuuk. Naturinstituttets formål er at tilvejebringe det videnskabelige grundlag for en bæredygtig udnyttelse af de levende ressourcer i og omkring Grønland samt sikring af miljøet og den biologiske mangfoldighed.
Det er således Naturinstituttets opgave at indsamle, bearbejde og vurdere data vedrørende udnyttelse og beskyttelse af levende ressourcer, samt at udføre forskning med henblik på betydningen for Grønland. Instituttet skal desuden varetage Grønlands internationale forpligtelser og koordinere forskning og registrere undersøgelses- og forskningsresultater fra andre institutioner, som er af betydning for Grønlands levende ressourcer og sikringen af Grønlands miljø og natur. Desuden skal Naturinstituttet rådgive Grønlands Selvstyre samt offentliggøre resultaterne af den forskning de laver, herunder formidling til offentligheden.

## Udvikling
Siden starten i 1998 har instituttet, udover at opfylde de formelle forpilgtelser, arbejdet målrettet på at udvide sine kompetencer indenfor klimaområdet og senest satser man på også at blive hovedrådgiver for Grønlands Landsstyre i videnskabelige miljøundersøgelser og vurderinger og dermed overtage den opgave der i dag varetages af Nationalt Center for Miljø og Energi ved Aarhus Universitet.

## Faciliteter
Naturinstituttet har til huse i en bygning fra 1998, i den nordlige ende af Nuuk, ved siden af Grønlands Universitet, lige vest for lufthavnen og golfbanen. Instituttet råder også over to feltstationer i hhv. Kobbefjorden og i Niaqornat ved Uummannaq fjorden, samt et tidligere laboratorium i Nuuk, kaldet Biologistationen der nu er tjeneste- og gæstebolig.
I Naturinstituttets hovedbygning udstilles den ene halvdel af verdens største musling, en 83 mio. år gammel og 1,87 meter lang forstenet musling, kaldet Inoceramus steenstrupi. Den blev fundet i 1952 i Qilakitsoq på Nussuaq-halvøen. Den anden halvdel findes på Geologisk Museum.

## Ledelse
Bestyrelsen består af en formand og tre medlemmer valgt af Landsstyret, to medlemmer udpeget af interesseorganisationer og to medlemmer valgt af og blandt medarbejderne. Et forskningsudvalg rådgiver bestyrelsen i forbindelse med udarbejdelse og godkendelse af instituttets langsigtede arbejdsprogrammer. Landsstyret udnævner en direktør efter udtalelse fra bestyrelsen, til at lede det daglige arbejde.
- Bestyrelsesformand: distriktslæge Gert Mulvad.[4]
- Direktør: Klaus Nygaard, Cand. scient i biologi, Københavns Universitet (1984)[5]